# Таршево
Таршево (пол. Tarszewo) — село в Польщі, у гміні Заґурув Слупецького повіту Великопольського воєводства.
Населення — 44 особи (2011).
У 1975-1998 роках село належало до Конінського воєводства.

## Демографія
Демографічна структура станом на 31 березня 2011 року:
|          | Загалом | Допрацездатний вік | Працездатний вік | Постпрацездатний вік |
| -------- | ------- | ------------------ | ---------------- | -------------------- |
| Чоловіки | 21      | 5                  | 12               | 4                    |
| Жінки    | 23      | 4                  | 12               | 7                    |
| Разом    | 44      | 9                  | 24               | 11                   |